# عبد المالك مدني
عبد المالك مدني هو دراج جزائري، ولد في 28 فبراير 1983.

## وصلات خارجية
- عبد المالك مدني على موقع الاتحاد الدولي للدراجات (الإنجليزية)
- عبد المالك مدني على موقع أرشيف الدراجات (الإنجليزية)
- عبد المالك مدني على موقع إحصائيات الدراجات الإحترافية (الإنجليزية)
- عبد المالك مدني على موقع نسبة الدراجات (الإنجليزية)